# 인공강우
인공강우(人工降雨, 영어: cloud seeding)는 구름에 인공적인 영향을 주어 비가 내리게 하는 방법 또는 그러한 비를 말한다.
즉, 인공강우는 구름층은 형성되어 있으나 대기 중에 응결핵, 또는 빙정핵이 적어 구름 방울이 빗방울로 성장하지 못할 때, 인위적으로 인공의 작은 입자인 ‘비씨’를 뿌려 특정지역에 강수를 유도하는 것이다. 인공의 ‘구름 씨앗(cloud seed)’으로는 드라이아이스, 아이오딘화 은, 염분 입자를 이용하는데, 이러한 입자들을 공기 중에 뿌리게되면 빙정핵의 형성이나 병합을 촉진시키기 때문에 강수 현상이 발생한다. 구름 씨앗은 인공강우 목적 외에도 안개를 지우거나, 우박이 내리는 것을 막거나, 태풍의 강도를 약화시키는 데에도 이용되고 있다.

## 역사
인공강우 실험의 첫 번째 성공은 1946년, 미국 제너럴 일렉트릭 연구소의 쉐퍼(Schaefer)가 항공기를 이용하여 구름 속으로 드라이아이스를 살포한 실험이었다. 쉐퍼는 그 해에 실험실에서 냉각상자의 온도를 급속히 떨어뜨리기 위해 드라이아이스 조각들을 떨어뜨렸을 때, 작은 얼음결정들이 형성되는 것을 목격하고, 인공강우의 가능성을 인식하고, 곧 항공실험을 실시하여 그와 같은 결과를 얻었다.
1947년 베나르드 보네거트 (Benard Vonnegut)는 아이오딘화 은(AgI)이 얼음결정과 비슷한 결정구조를 가지고 있는데 착안하여, 인공강우용 구름씨 물질로써 적당함을 알아낸 후, AgI 연소기를 개발하여 인공강우 항공실험에 성공하였다.
이것을 계기로 1950년과 1960년대에 세계 곳곳에서 인공강우 실험이 진행되었으며, 1950년에는 기상조절학회(Weather Modification Association)가 창설되었다.
미국에서는 국가적인 차원에서 기상조절에 대한 연구를 종합적으로 기획, 조정하기 위해 1978년 국립해양대기청(NOAA : National Oceanic and Atmospheric Administration) 산하에 기상조절프로그램 (AMP : Atmospheric Modification Program )부서를 설립하였으며, 현재까지 각 주정부의 기상조절프로그램에 대한 연구 활동 및 연구 장비 지원 등을 담당해오고 있다.
1970년대에 들어서부터 일부에서 기상조절에 대한 반대 여론이 발생하였는데 주된 원인으로는 확실한 과학적인 기초연구가 없이 너무 쉽게 생각하고 인공강우의 효과에 대해 과대하게 선전, 인공강우 문제가 과학적인 연구 대상을 떠나서 농장주나 목장 등 실수요자들의 이해관계가 얽힌 사회적, 정치적인 문제로 대두, 인간이 자연현상인 기상을 조절하려고 시도해서는 안 된다는 종교적, 환경론적 주장 등이 있다.
1974년 사우스다코타주에서는 인공강우 반대 시민연합이라는 단체가 조직되어 반대 집회를 주도하였다.
1980년대에 들어와서는 기상조절에 대한 열기가 식어져서 연구비 지원도 점차 감소하게 되었으나, 과학기술의 발달로 인해 그때부터 새로운 측정 기기들이 개발되었고, 또 컴퓨터의 발달로 측정데이터분석이 용이해졌으며, 구름 및 강우수치모델 등이 개발되어 기상조절에 이용할 수 있는 도구로 활용되었다.
최근에는 엘니뇨현상이나 지구온난화에 따른 기후변화에 의해 이상가뭄현상이 지속되고 있는 현실에서 가뭄해소 및 대체 수자원 확보의 한 방안으로 다시 인공강우에 대한 관심이 높아지고 있다. 현재 미국을 비롯한 세계 여러 나라에서는 인공강우를 실용화하여 가뭄해소와 수자원 확보에 효과를 보고 있다.

## 인공강우의 원리
- 드라이아이스는 영하 40°C 이하로 아주 낮은 온도이기 때문에 이것을 뿌리면 강우메커니즘에 꼭 필요한 빙정이 국부적으로 만들어진다.
- 아이오딘화 은과 같이 빙정핵과 같은 작용을 하는 물질을 구름에 뿌린다.
- 구름방울의 구름 속에 가는 물방울이나 흡습성이 높은 염분 입자를 뿌리는 등의 방법이 생각되고 있다.

이것들을 비행기나 기구, 또는 산을 넘어가는 기류 등을 이용해서 구름 속으로 넣는다.

## 강우 원리
구름 방울은 어느 정도 크기 이상으로 성장해야 강수현상이 발생하며, 어떤 구름에서는 강수현상이 발생 할 수 있지만 어떤 구름에서는 발생하지 않는다. 보통 구름방울은 매우 작아 평균 지름이 0.02mm밖에 되지 않으며, 빗방울의 100분의 1밖에 되지 않는다. 구름방울은 너무 작아서 약간의 상승기류만 작용해도 공중에 떠있을 수 있으며 간혹 떨어지는 방울이 있다 해도 구름 밑 건조한 대기층에서 증발해 버린다. 또, 응결핵이라고 불리는 작은 입자에서 시작된 응결로 인한 구름방울의 성장은 그 속도가 매우 느리다.
하지만 어떤 구름은 발달이 시작된 지 얼마 되지 않아서 강수를 일으킨다. 복잡한 과정은 완전히 밝혀지지 않았지만 이를 설명해 줄 수 있는 충돌-병합과정(coalescence theory)과 빙정과정(ice crystal theory)이라는 두 가지 중요한 과정이 있다.

### 충돌-병합설
열대지방이나 여름철 중위도 지방에서 형성되는 구름은 구름의 최상부의 온도가 0°C 이상이다. 이러한 구름을 따뜻한 구름이라고 하며, 구름전체가 빙정이 없는 물방울로만 되어 있다. 따라서 강수 입자는 구름 내부의 수적간의 충돌, 병합에 의해서 형성된다. 이런 과정을 통해 형성된 비를 따뜻한 비(warm rain)라고 하며, 따뜻한 비의 발달과정에 관한 이론인 병합설은 보웬(Bowen)과 랭뮤어(Langmuir)에 의해 제안되었다.

### 빙정설
한편, 중위도와 고위도 지방의 강수를 설명하기 위해, 1933년 스웨덴의 T. 베르예론이 구름 속에서 비나 눈이 형성되는 가설인 빙정설을 발표하였고, 1938년 독일의 W. 핀다이센은 빙정설에 입각해 가능성을 예언하였다. 빙정설의 과정을 위해서는 0°C이하의 구름 속에 수적과 빙정이 반드시 공존해야 한다. 중위도와 고위도 지방에서 형성되는 전형적인 적란운은 구름의 상부에는 빙정, 하부에는 수적, 중앙에는 빙정과 수적이 공존한다. 이와 같이 구름의 밑면의 온도가 0°C보다 높거나 낮지만 그 최상부의 온도가 0°C보다 낮은 구름을 차가운 구름이라고 하며, 찬 구름에서의 강수발달과정은 수적만으로 이루어진 따뜻한 구름의 강수과정과는 달리 구름내부에서의 빙정의 성장과정에 따라 좌우된다.
찬 구름에서 빙정 주위의 수증기가 빙정 면에 침적되어 빙정이 어느 정도 커지면 다른 빙정 또는 과냉각 수적과 충돌하여 빨리 성장하게 된다. 이를 부착이라고 한다. 과냉각 수적과 빙정이 공존하면서 수적과 빙정에 작용하는 포화수증기압의 차이에 의해 빙정이 성장한다는 것이 바로 빙정설이다. 과냉각상태의 물은 얼음보다 항상 포화수증기압이 높은데 이는 같은 온도에서 과냉각 수적과 얼음 면에서 출입하는 물 분자의 수가 과냉각 수적의 경우가 얼음 면에서 보다 많기 때문이다. 이러한 포화수증기압의 차이는 과냉각 수적으로부터 빙정으로 물 분자의 이동을 일으키는 원인이 되어 과냉각 수적에서는 증발이 일어나고 증발된 수증기는 증발하여 빙정에 승화하여 결국 빙정을 성장하게 만든다. 이 과정을 통해 빙정은 점점 커지고 수적은 점점 작아져서 이 결과 무거워진 빙정은 중력에 의해 지표로 낙하하게 되고 이때 낙하하면서 다른 빙정과 충돌, 병합하여 눈송이가 되기도 한다.
이렇게 형성된 눈은 지상의 기온과 습도가 낮으면 눈으로 내리지만 기온과 습도가 높으면 녹아서 비가 되어 내리는데 이것이 바로 고위도와 중위도 지방의 강수 발달과정을 설명하는데 적용되는 빙정과정으로 인한 찬 비의 형성이다.

## 효과
강수를 증가시키기 위해 아이오딘화은을 이용, 인공적으로 구름 씨를 뿌리는 방법은 어느 정도 효과적인가? 이 문제는 구름 씨 뿌리기 실험의 결과를 평가하기 어려워 기상학자들 간에 논란이 많다. 구름 씨 뿌리기가 없었다면 강수가 어느 정도였겠는가를 알아내기가 쉽지 않으며, 구름의 유형, 구름의 온도, 습도, 구름 방울의 크기 분포등도 고려해야 하기 때문이다.
구름 씨 뿌리기 실험 결과 강수 증가 효과가 없는 것으로 나타나는 경우도 있으나 적합한 조건이 구비될 때 구름 씨를 뿌리면 강수를 5~20%증가시킬 수 있음이 실험결과 나타나기도 한다. 이 문제에 관한 학자들 논쟁이 계속되는 것은 이 때문이다.
일부 적운은 구름 씨 뿌리기의 결과 ‘폭발적인’ 강수 증가를 보이기도 한다. 구름방울들이 결빙할 때 내놓는 잠열은 구름의 온도를 높여 구름의 부력이 증진된다. 구름은 급속히 커져 오래 지속되며 따라서 강수 잠재력을 보다 많이 가질 수 있다.
구름 씨 뿌리기는 도가 지나치면 빙정을 너무 많이 만들기 때문에 까다로운 작업이다. 빙정이 과잉 생성되면 크기가 너무 작아 강수로 떨어지지 않는다. 액체방울이 얼마 안 되기 때문에 빙정과정을 통해 빙정이 커질 수가 없는 것이다. 빙정은 커지는 대신 증발하여 층운에 투명역(구멍)을 남기게 된다. 드라이아이스는 과냉각 구름에 가장 많은 빙정을 형성할 수 있기 때문에 이는 고의적인 과도한 구름 씨 뿌리기에 가장 적합한 물질이다. 따라서 공항의 찬 안개를 소산시키는 데 가장 보편적으로 사용되는 물질이 드라이아이스이다.
빙점보다 높은 온도를 지닌 따뜻한 구름에 구름 씨를 뿌려 비가 오게 하는 경우도 있다. 작은 물방울과 흡습성 소금 입자를 구름 밑바닥이나 꼭대기에 주입하면 이들 입자는 커다란 구름방울을 형성하게 되고 충돌-병합과정을 통해 방울은 더욱 커진다. 그러나 지금까지 이 방법을 통해 얻은 결과는 확정적이지 못하다.
아마도 구름 씨 뿌리기의 효과는 우연한 것인지도 모른다. 공기 중에 응결핵과 빙정핵을 다량 살포하는 경우도 있다. 이러한 인공 입자들이 일부 도시와 풍하 측에 강수를 증가시키는 데 최소한 부분적으로 기여했음을 보여준 연구결과도 있다.
반대로 농업폐기물의 연소결과 많은 응결핵을 포함한 연기가 배출되고 있음을 입증하는 연구도 있다. 이 결과 형성되는 구름은 무수히 많은 방울을 포함하고는 있으나 그 방울이 너무 작아 강수를 이루지 못한다.
요컨대, 구름 씨 뿌리기로 강수가 증가되는 경우도 있고 줄어드는 경우도 있다. 또 강수량에 변화를 주지 않는 경우도 있다. 따라서 구름 씨 뿌리기에 관한 의문은 아직 해결되지 못한 상태이다.

## 한반도의 인공강우
한반도는 중위도 편서풍대에 위치해 있어서, 평균 주 1회정도 기압골이 통과하며, 삼면이 바다로 둘러싸여 있어 구름 발달을 활성화시킬 충분한 수증기 공급이 원활하는 등 비교적 인공강우 실험에 적합한 기상환경 조건을 갖추고 있다.

## 같이 보기
- 켐트레일
- 안개 수집

## 참고 자료
1. 1 2  C.DONALD AHRENS, 대기환경과학, 시그마프레스, 2006
2. 1 2  서애숙, 인공강우, 학술지 방재연구 제3권 제3호 통권 11호 (2001. 9) pp.48-63 출처국립방재연구소 문서유형학술지논문
3. 1 2 3  한국기상학회, 대기과학개론, 시그마프레스, 2007